# La Joliette

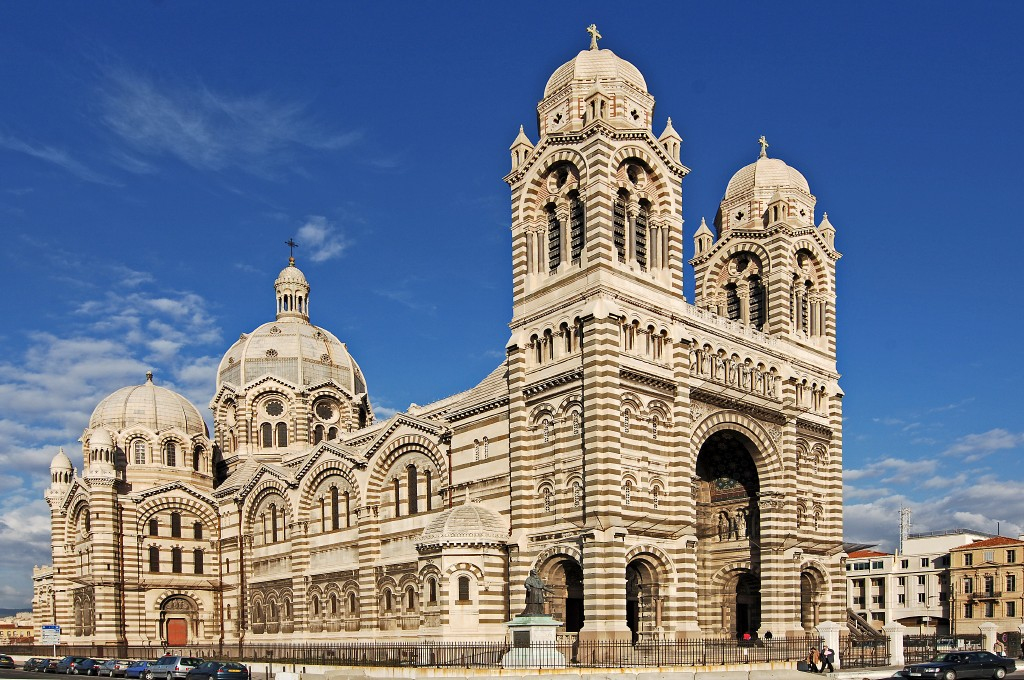
Marseilles katedral.

La Joliette är en stadsdel och ett administrativt kvarter (quartier) i Marseilles 2:a arrondissement, i västra utkanten av den medeltida stadskärnan Le Panier. Stadsdelen innehåller den södra delen av Marseilles moderna hamn och är tillsammans med grannstadsdelen Arenc del av det stadsförnyelseprojekt som pågått i Marseille sedan slutet av 1980-talet, projekt Euroméditerranée. 
Enligt lokal tradition syftar stadsdelens namn på det härläger som Julius Caesar lät upprätta här utanför den antika staden Massilias murar, i samband med belägringen av staden under inbördeskriget mellan Caesar och Pompejus.
Marseilles katedral ligger i La Joliette, nära hamnen, och tillhör stadsdelens viktigaste landmärken. Här finns även det etnografiska medelhavsmuseet MuCEM och konstmuseet Villa Méditerranée.